# Rive-de-Gier
Rive-de-Gier és un municipi francès situat al departament del Loira i a la regió d'Alvèrnia-Roine-Alps. L'any 2007 tenia 14.519 habitants.

## Demografia

### Població
El 2007 la població de fet de Rive-de-Gier era de 14.519 persones. Hi havia 5.916 famílies de les quals 2.090 eren unipersonals (786 homes vivint sols i 1.304 dones vivint soles), 1.431 parelles sense fills, 1.834 parelles amb fills i 561 famílies monoparentals amb fills.
La població ha evolucionat segons el següent gràfic:
Habitants censats

### Habitatges
El 2007 hi havia 6.741 habitatges, 6.030 eren l'habitatge principal de la família, 57 eren segones residències i 654 estaven desocupats. 1.926 eren cases i 4.803 eren apartaments. Dels 6.030 habitatges principals, 2.429 estaven ocupats pels seus propietaris, 3.476 estaven llogats i ocupats pels llogaters i 125 estaven cedits a títol gratuït; 115 tenien una cambra, 859 en tenien dues, 1.899 en tenien tres, 1.990 en tenien quatre i 1.168 en tenien cinc o més. 2.957 habitatges disposaven pel capbaix d'una plaça de pàrquing. A 2.744 habitatges hi havia un automòbil i a 1.788 n'hi havia dos o més.

### Piràmide de població
La piràmide de població per edats i sexe el 2009 era:
| Homes | Edats   | Dones |
| ----- | ------- | ----- |
| 8     | 95 o +  | 12    |
| 16    | 90 a 94 | 104   |
| 80    | 85 a 89 | 184   |
| 80    | 80 a 84 | 188   |
| 232   | 75 a 79 | 352   |
| 344   | 70 a 74 | 468   |
| 316   | 65 a 69 | 340   |
| 328   | 60 a 64 | 380   |
| 328   | 55 a 59 | 348   |
| 396   | 50 a 54 | 456   |
| 448   | 45 a 49 | 448   |
| 420   | 40 a 44 | 432   |
| 520   | 35 a 39 | 480   |
| 448   | 30 a 34 | 576   |
| 644   | 25 a 29 | 496   |
| 473   | 20 a 24 | 452   |
| 448   | 15 a 19 | 520   |
| 528   | 10 a 14 | 468   |
| 468   | 5 a 9   | 392   |
| 404   | 0 a 4   | 404   |

## Economia
El 2007 la població en edat de treballar era de 9.014 persones, 5.921 eren actives i 3.093 eren inactives. De les 5.921 persones actives 4.956 estaven ocupades (2.846 homes i 2.110 dones) i 965 estaven aturades (479 homes i 486 dones). De les 3.093 persones inactives 654 estaven jubilades, 968 estaven estudiant i 1.471 estaven classificades com a «altres inactius».

### Ingressos
El 2009 a Rive-de-Gier hi havia 6.089 unitats fiscals que integraven 14.525,5 persones, la mediana anual d'ingressos fiscals per persona era de 14.349 €.

### Activitats econòmiques
Dels 689 establiments que hi havia el 2007, 5 eren d'empreses extractives, 19 d'empreses alimentàries, 2 d'empreses de fabricació de material elèctric, 1 d'una empresa de fabricació d'elements pel transport, 32 d'empreses de fabricació d'altres productes industrials, 93 d'empreses de construcció, 188 d'empreses de comerç i reparació d'automòbils, 20 d'empreses de transport, 49 d'empreses d'hostatgeria i restauració, 10 d'empreses d'informació i comunicació, 37 d'empreses financeres, 25 d'empreses immobiliàries, 46 d'empreses de serveis, 103 d'entitats de l'administració pública i 59 d'empreses classificades com a «altres activitats de serveis».
Dels 189 establiments de servei als particulars que hi havia el 2009, 1 era una comissaria de policia, 1 oficina d'administració d'Hisenda pública, 2 oficines de correu, 11 oficines bancàries, 2 funeràries, 18 tallers de reparació d'automòbils i de material agrícola, 1 taller d'inspecció tècnica de vehicles, 4 autoescoles, 14 paletes, 18 guixaires pintors, 9 fusteries, 16 lampisteries, 13 electricistes, 3 empreses de construcció, 25 perruqueries, 3 veterinaris, 1 agència de treball temporal, 28 restaurants, 7 agències immobiliàries, 3 tintoreries i 9 salons de bellesa.
Dels 99 establiments comercials que hi havia el 2009, 3 eren supermercats, 2 botigues de més de 120 m², 10 botiges de menys de 120 m², 19 fleques, 10 carnisseries, 7 llibreries, 17 botigues de roba, 7 botigues d'equipament de la llar, 4 sabateries, 3 botigues d'electrodomèstics, 1 una botiga de mobles, 3 botigues de material esportiu, 1 una botiga de material de revestiment de parets i terra, 3 drogueries, 1 una perfumeria, 1 una joieria i 7 floristeries.
L'any 2000 a Rive-de-Gier hi havia 12 explotacions agrícoles que ocupaven un total de 90 hectàrees.

## Equipaments sanitaris i escolars
El 2009 hi havia 2 hospitals de tractaments de mitja durada (seguiment i rehabilitació), 1 psiquiàtric, 8 farmàcies i 2 ambulàncies.
El 2009 hi havia 5 escoles maternals i 7 escoles elementals. A Rive-de-Gier hi havia 3 col·legis d'educació secundària, 1 liceu d'ensenyament general i 2 liceus tecnològics. Als col·legis d'educació secundària hi havia 1.655 alumnes, als liceus d'ensenyament general n'hi havia 827 i als liceus tecnològics 592.

## Poblacions més properes
El següent diagrama mostra les poblacions més properes.

## Viles agermanades
- Kysucké Nové Mesto, Eslovàquia